# Hans Bauer (Wirtschaftswissenschaftler)
Hans H. Bauer (* 1947) ist ein emeritierter deutscher Professor für Betriebswirtschaftslehre und Marketing an der Universität Mannheim.

## Werdegang
Bauer studierte von 1969 bis 1973 an der Friedrich-Alexander-Universität Erlangen-Nürnberg. Von 1973 bis 1980 war er Wissenschaftlicher Mitarbeiter von Erwin Dichtl, bei dem er 1979 an der Universität Mannheim promovierte. Seine Habilitation erfolgte dort 1986. Von 1986 bis 1993 war er Inhaber des Otto-Beisheim-Stiftungs-Lehrstuhls für Allgemeine Betriebswirtschaftslehre, insbesondere Marketing an der WHU – Otto Beisheim School of Management. Dort war er von 1987 bis 1993 Vorsitzender des Promotionsausschusses und von 1991 bis 1993 Prorektor. Im September 1993 wechselte er zurück an die Universität Mannheim, wo er den Lehrstuhl für Allgemeine Betriebswirtschaftslehre und Marketing II leitete, den zuvor Hans Raffée innehatte. Ab 1999 war er Direktor des Instituts für Marktorientierte Unternehmensführung (IMU) der Universität Mannheim und von 2006 bis 2010 Dekan der Fakultät für Betriebswirtschaftslehre der Universität Mannheim. In dieser Zeit wurde die betriebswirtschaftliche Fakultät der Universität Mannheim durch die britische Association of MBAs (AMBA) akkreditiert und besaß somit als erste deutsche Hochschule die so genannte „Triple Crown“ (AACSB, EQUIS und AMBA). Nur 74 Universitäten weltweit waren zu diesem Zeitpunkt mit diesem dreifachen Gütesiegel ausgezeichnet.

## Plagiatsaffäre
Mitte Februar 2013 wurde das Dekanat der Fakultät für Betriebswirtschaftslehre von einer Studentin auf einen Aufsatz in einem kurz zuvor von Bauer et al. herausgegebenen Sammelband aufmerksam gemacht. Bei diesem Aufsatz handelte es sich zum Großteil um die Masterarbeit der Studentin, die nicht als Autorin genannt wurde. Stattdessen erschien der Name einer ehemaligen Doktorandin als Mitautorin, die aber, wie sich später herausstellte, keinen wesentlichen Anteil am betreffenden Aufsatz hatte. Das Dekanat der Fakultät für Betriebswirtschaftslehre prüfte die ihm von der geschädigten Person vorgelegten Unterlagen und gab sie aufgrund des dringenden Plagiat-Verdachts am 1. März 2013 an die Ombudsperson der Universität weiter. Die Ständige Kommission der Universität Mannheim lastete daraufhin allen Beteiligten wissenschaftliches Fehlverhalten an. Ein Disziplinarverfahren gegen Bauer wurde als nicht gerechtfertigt angesehen, da er sich bereits im Ruhestand befand. Im Gegensatz zu seinen beiden vorsätzlich handelnden Mitarbeitern wurde ihm nur grobe Fahrlässigkeit unterstellt.

## Schriften (Auswahl)
- Hans H. Bauer: Die Entscheidung des Handels über die Aufnahme neuer Produkte - Eine verhaltenstheoretische Analyse. 1980, ISBN 978-3-428-04702-4.
- Hans H. Bauer: Marktabgrenzung: Konzeption und Problematik von Ansätzen und Methoden zur Abgrenzung und Strukturierung von Märkten unter besonderer Berücksichtigung von marketingtheoretischen Verfahren. 1989, ISBN 978-3-428-46528-6.
- Wolfgang Müller, Hans H. Bauer: Wettbewerbsvorteile erkennen und sichern. Erfahrungsberichte aus der Marketing-Praxis. 1994, ISBN 978-3-472-01959-6.
- Hans H. Bauer, Hermann Diller: Wege des Marketing, Festschrift zum 60. Geburtstag von Erwin Dichtl. 1995, ISBN 978-3-428-08249-0.
- Hans H. Bauer, Erwin Dichtl, Andreas Herrmann: Automobilmarktforschung, Nutzenorientierung von PKW-Herstellern. 1996, ISBN 978-3-8006-2010-4.
- Hans H. Bauer, Jürgen Rösger, Marcus M. Neumann: Konsumentenverhalten im Internet - Wissenschaftliche Erkenntnisse zum Käuferverhalten in virtuellen Umgebungen. 2004, ISBN 978-3-8006-3034-9.
- Hans H. Bauer, Frank Huber: Strategien und Trends im Handelsmanagement. 2004, ISBN 978-3-8006-3104-9.
- Maik Hammerschmidt, Gregor Stokburger, Hans H. Bauer: Marketing Performance: Messen - Analysieren - Optimieren. 2006, ISBN 3-409-12728-3.
- Hans H. Bauer, Marcus M. Neumann, Anja Schüle: Konsumentenvertrauen: Konzepte und Anwendungen für ein nachhaltiges Kundenbindungsmanagement. 2006, ISBN 978-3-8006-3317-3.
- Hans H. Bauer, Matthias Staat, Maik Hammerschmidt: Marketingeffizienz: Messung und Steuerung mit der DEA - Konzept und Einsatz in der Praxis. 2006, ISBN 978-3-8006-3285-5.
- Hans H. Bauer, Frank Huber, Carmen-Maria Albrecht: Erfolgsfaktoren der Markenführung: Know-how aus Forschung und Management. 2007, ISBN 978-3-8006-3463-7.
- Maik Hammerschmidt, Hans H. Bauer, Malcom McDonald: Marketingpläne: Eine Einführung für die praktische Anwendung. 2008, ISBN 978-3-8274-1849-4.
- Hans H. Bauer, Dirk Große-Leege, Jürgen Rösger: Interactive Marketing im Web 2.0+. 2008, ISBN 978-3-8006-3406-4.
- Hans H. Bauer, Thorsten Dirks, Melchior Bryant: Erfolgsfaktoren des Mobile Marketing. 2008, ISBN 978-3-540-85295-7.
- Hans H. Bauer, Daniel Heinrich, Michael Samak: Erlebniskommunikation: Erfolgsfaktoren für die Marketingpraxis. 2012, ISBN 3-642-21132-1.
- Hans H. Bauer, Jürgen Rösger, Boris Toma: Social Media und Brand Community Marketing - Grundlagen, Strategien und Erfolgskonzepte aus der Praxis. 2013, ISBN 3-8006-4202-6.